# Torrent Mitger
El torrent Mitger, també anomenat torrent de la Penitenta, és un curs d'aigua del terme de Castellar del Vallès. Neix als vessant orientals de la Carena del Sabater, a prop del Girbau. El seu curs és interromput per la pedrera de Can Sallent i desemboca al riu Ripoll a l'alçada del barri de Can Carner.